# Присяга Богдана Хмельницкого на подданство России
«Присяга Богдана Хмельницкого на подданство России» (пол. Przysięga Bohdana Chmielnickiego na poddaństwo Rosji) — картина польского художника Яна Матейко на исторический сюжет, созданная в 1886 году. Хранится в частной коллекции.
На картине изображён тот момент, когда гетман запорожского казачьего войска Богдан Хмельницкий присягает на верность русскому царю Алексею (1654 год). Он стоит перед раскрытой Библией, боярин протягивает ему гетманскую булаву.